# Діддо Дідденс
Діддо Дідденс (нім. Diddo Diddens; 22 квітня 1917 — 27 вересня 1997) — німецький офіцер, унтерштурмфюрер резерву СС і гауптман резерву вермахту. Кавалер Лицарського хреста Залізного хреста з дубовим листям.

## Біографія
11 листопада 1938 року вступив у 2-й дивізіон 58-го артилерійського полку. У складі 422-го артилерійського дивізіону взяв участь у Польській кампанії. В травні 1941 року перейшов у 185-й дивізіон штурмових гармат і був призначений командиром взводу 2-ї батареї. Брав участь у боях на північній ділянці Східного фронту. В 1942 році переведений в дивізіон штурмових гармат «Велика Німеччина», де командував взводом 1-ї батареї, потім — всією батареєю. Відзначився у боях під Воронежем (влітку 1942), Ржевом (восени 1942), Харковом (січень 1943), на Курській дузі та в Черкаському котлі (лютий 1944). На початку липня 1944 року важко поранений і більше участі в боях не брав.

## Звання
- Єфрейтор (1 січня 1940)
- Унтерофіцер (1 березня 1940)
- Вахмістр (8 серпня 1940)
- Лейтенант резерву (16 листопада 1940)
- Оберлейтенант резерву (20 травня 1942)
- Гауптман резерву (31 липня 1944)

## Нагороди
- Залізний хрест
  - 2-го класу (19 серпня 1941)
  - 1-го класу (2 жовтня 1941)
- Нагрудний знак «За участь у загальних штурмових атаках» 1-го ступеня
- Лицарський хрест Залізного хреста з дубовим листям
  - лицарський хрест (18 березня 1942)
  - дубове листя (№501; 15 червня 1944)
- Нагрудний знак «За поранення»
  - в чорному (18 червня 1942)
  - в сріблі (23 червня 1944)
  - в золоті (17 грудня 1944)
- Медаль «За зимову кампанію на Сході 1941/42»
- Кільце «Мертва голова» (9 листопада 1942)
- Відзначений у Вермахтберіхт (27 квітня 1944)